# Askold (Schiff, 1902)
Die Askold (russisch Аскольд) war ein Geschützter Kreuzer der Kaiserlich Russischen Marine von 1902. Gebaut wurde sie in Deutschland als Einzelschiff. Das Schiff wurde nach dem legendären Waräger-Fürsten Askold benannt. Der Kreuzer war sowohl im Russisch-Japanischen Krieg als auch im Ersten Weltkrieg im Einsatz. Die Askold war eines der ganz wenigen Kriegsschiffe, die über fünf Schornsteine verfügten.
Im Jahre 1918 wurde sie nach der Oktoberrevolution von Großbritannien in Besitz genommen und in Glory IV umbenannt. Nachdem die Sowjetunion 1921 ein Angebot zur Rückgabe abgelehnt hatte, wurde sie ausgemustert und 1922 in Hamburg verschrottet.

## Baugeschichte

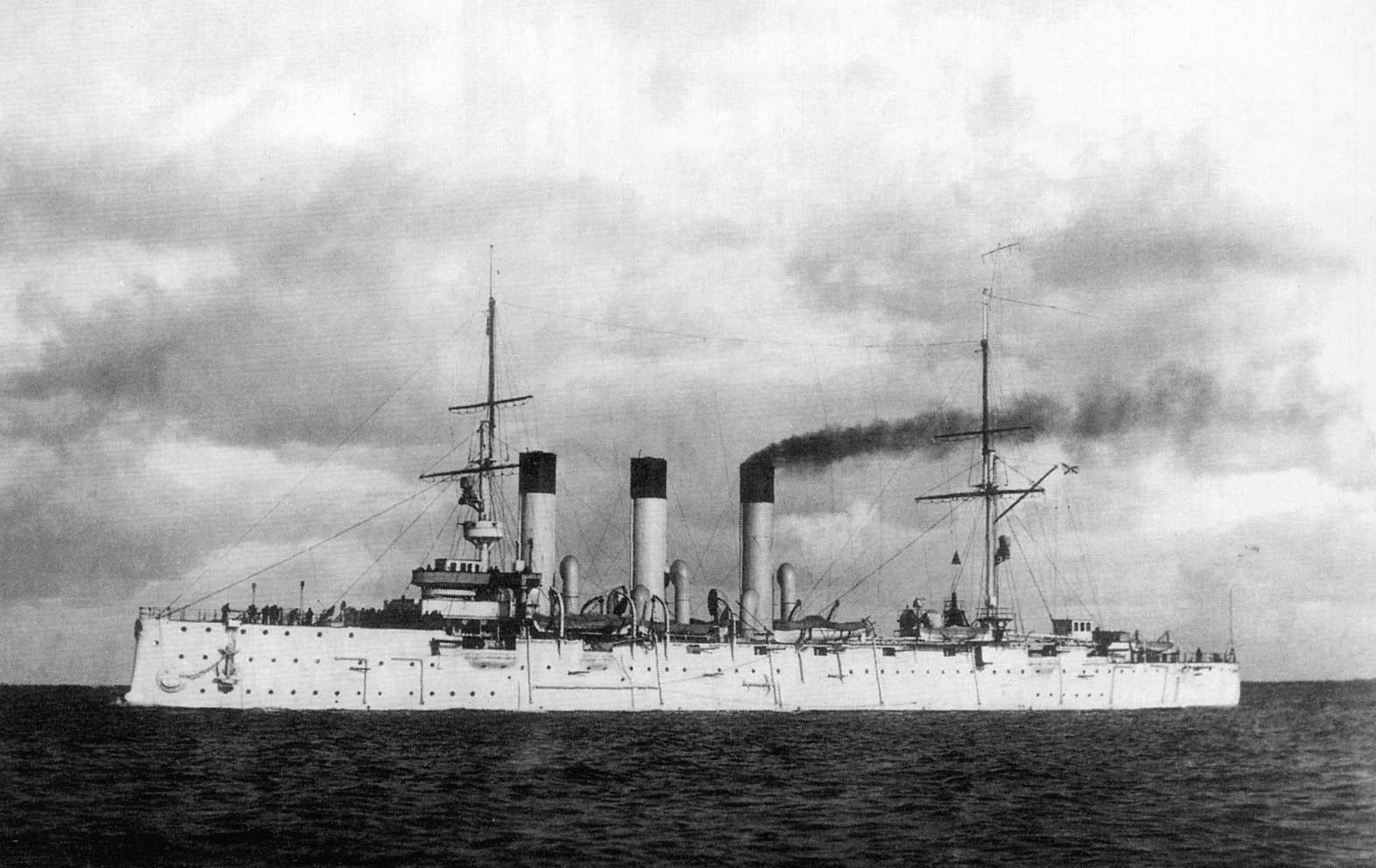
Kreuzer Aurora der Pallada-Klasse

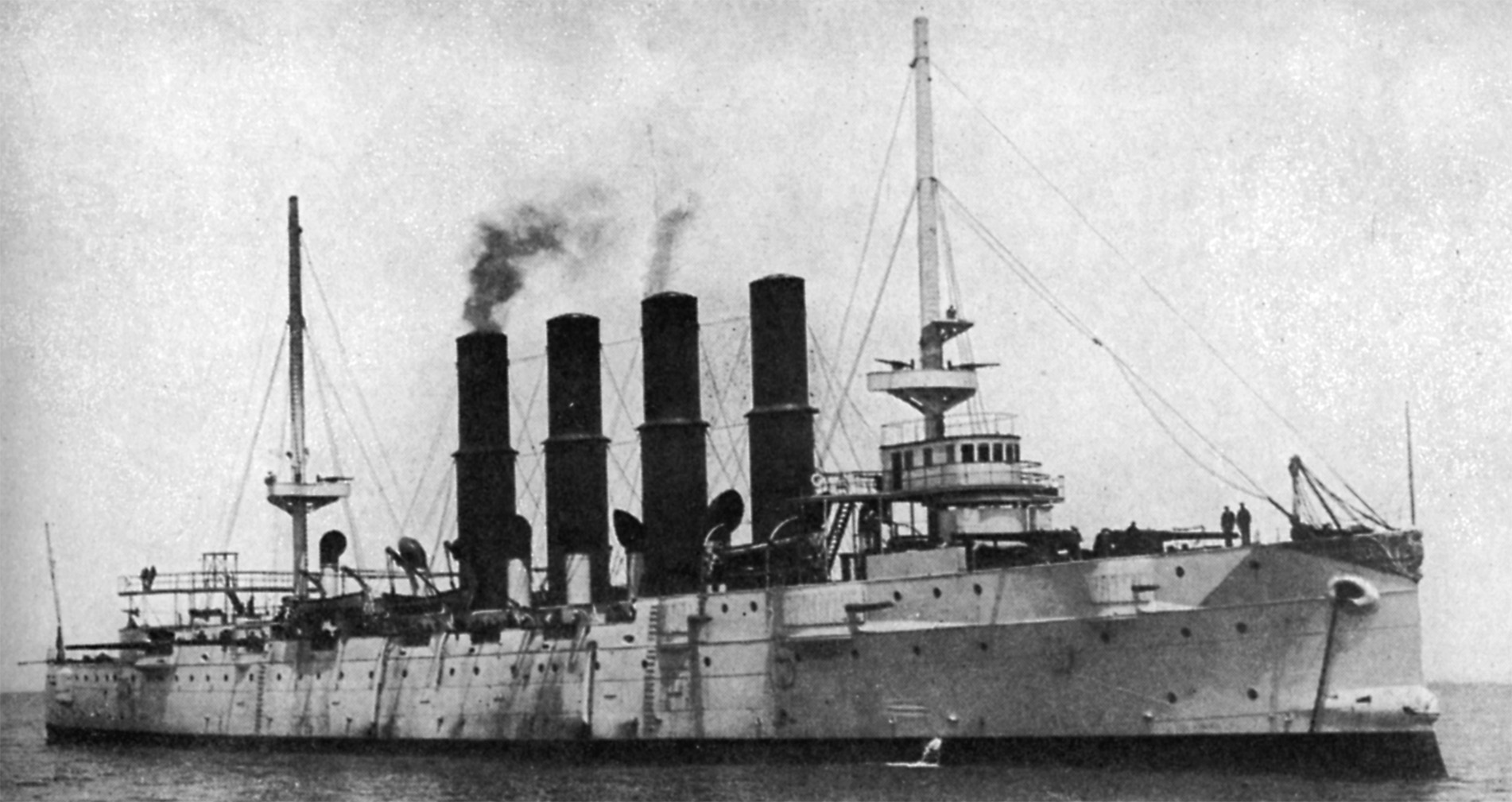
Kreuzer Warjag

Nach der auf eigenen Werften gebauten Pallada-Klasse von drei Schiffen bestellte die russische Marine im Flottenbauprogramm 1898 drei große Geschützte Kreuzer (klassifiziert als Kreuzer I. Klasse) im Ausland: die Warjag bei William Cramp and Sons in Philadelphia, Vereinigte Staaten, die Askold bei der Germaniawerft in Kiel und die Bogatyr bei der Stettiner Maschinenbau-AG Vulcan. Nur der Vulcan-Entwurf, der eine bessere Panzerung und Verteilung der 15,2-cm-Geschütze aufwies, wurde auf russischen Werften nachgebaut. Damit wurde die Bogatyr Typschiff einer Klasse aus insgesamt vier Schiffen. Ein geplantes fünftes Schiff wurde nicht fertiggestellt.

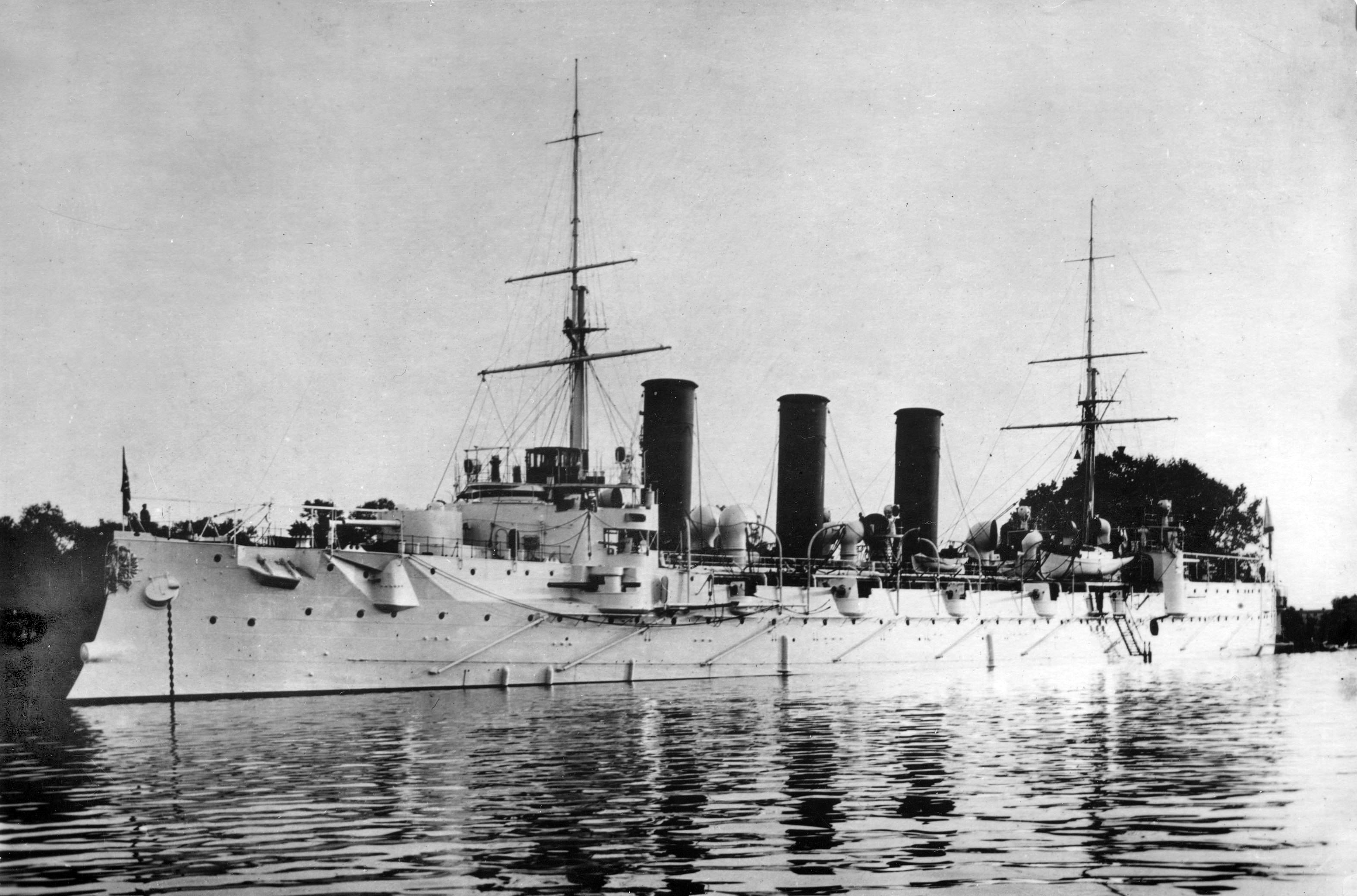
Kreuzer Bogatyr

Im Jahre 1899 wurde die Askold von Russland als schneller Geschützter Kreuzer gemäß den Wünschen der Admiralität in Deutschland als zweiter Kreuzer des Bauprogramms in Auftrag gegeben. Die Auftragsvergabe der Warjag war schon vorab und ohne intensiven Vergleich mit den verschiedenen europäischen Entwürfen erfolgt. Askolds Kiellegung (russische Schiffe wurden als „männlich“ betrachtet) erfolgte am 20. Juli 1899 bei der Krupp Germaniawerft in Kiel. Der Bau verlief ohne Schwierigkeiten. Der Stapellauf war am 15. März 1900, und die Indienststellung der Askold bei der Kaiserlich Russischen Marine fand am 25. Januar 1902 statt. Sie war seinerzeit der schnellste größere Kreuzer der russischen Flotte. Sie blieb entgegen ursprünglichen Planungen ein Einzelschiff.
Besonderes Kennzeichen dieses Schiffes waren die fünf langen und schlanken Schornsteine, die es mit der damit verbundenen unverwechselbaren Seitenlinie schon von weitem gut erkennbar machten. Wegen ihres Aussehens gaben britische Seeleute der Askold den Spitznamen Packet of Woodbines (= Schachtel Woodbines), in Anlehnung an die in der Royal Navy populären dünnen Zigaretten der Marke Woodbine. Allerdings hatte dies mehr als nur symbolische Bedeutung, da die Anzahl der Schornsteine eines Schiffes allgemein mit ihrem Leistungsvermögen gleichgesetzt wurde. In jener Zeit gab es tatsächlich einige Begebenheiten, in denen die Kommandanten von Kriegsschiffen noch auf See Schornsteinattrappen aufstellen ließen, um in den entfernten Häfen, die sie zu besuchen gedachten, die örtliche Bevölkerung zu beeindrucken. Diese Umstände wären bei der Askold nicht erforderlich gewesen, da sie genau das zu halten vermochte, was sie nach damaliger Auffassung mit ihren fünf Schornsteinen optisch versprach. Ihre außerordentlich schlanke und langgezogene Form des Rumpfes ermöglichte eine Geschwindigkeit von nahezu 24 Knoten – eine damals, kurz nach der Jahrhundertwende, beeindruckende Leistung.

## Einsatzgeschichte
Am 3. September 1902 verließ die Askold Kronstadt, wohin sie nie wieder zurückkehrte. Sie lief in den Fernen Osten um das Pazifikgeschwader zu verstärken. Auf dem Ausmarsch besuchte sie als drittes russisches Kriegsschiff Häfen am Persischen Golf nach dem Kanonenboot Giljak im Jahre 1900 und dem Kreuzer Warjag im Dezember 1901. Am 1. Dezember besichtigte der Emir von Kuwait, Mubarak as-Sabah, das Schiff. Am 13. Februar 1903 traf sie in Port Arthur, ihrem neuen Standort, ein. Sie besuchte sofort Japan (Nagasaki, Yokohama, Kōbe); Taku in China, den britischen Stützpunkt Weihaiwei und den deutschen Stützpunkt in Tsingtau. Am 3. Mai lief sie, begleitet von der gerade in Ostasien eingetroffenen Nowik, nach Wladiwostok, um den russischen Kriegsminister Kuropatkin an Bord zu nehmen und nach Japan zu bringen. Dieser reiste von Shimonoseki mit dem Zug nach Tokio und wurde in Kōbe wieder an Bord genommen. Nach einem Besuch Nagasaki am 12./13. Juni liefen sie nach Port Arthur zurück, wo der Minister am 17. Juni eintraf. Die Askold war auch am letzten russischen Besuch in Japan am 23. August in Hakodate unter Konteradmiral Baron von Stackelberg auf der Rossija mit zwei weiteren Kreuzern beteiligt. Sie blieb dann in Port Arthur stationiert, wo man sich ab Oktober 1903 auf einen Krieg mit Japan vorbereitete.

### Russisch-Japanischer Krieg

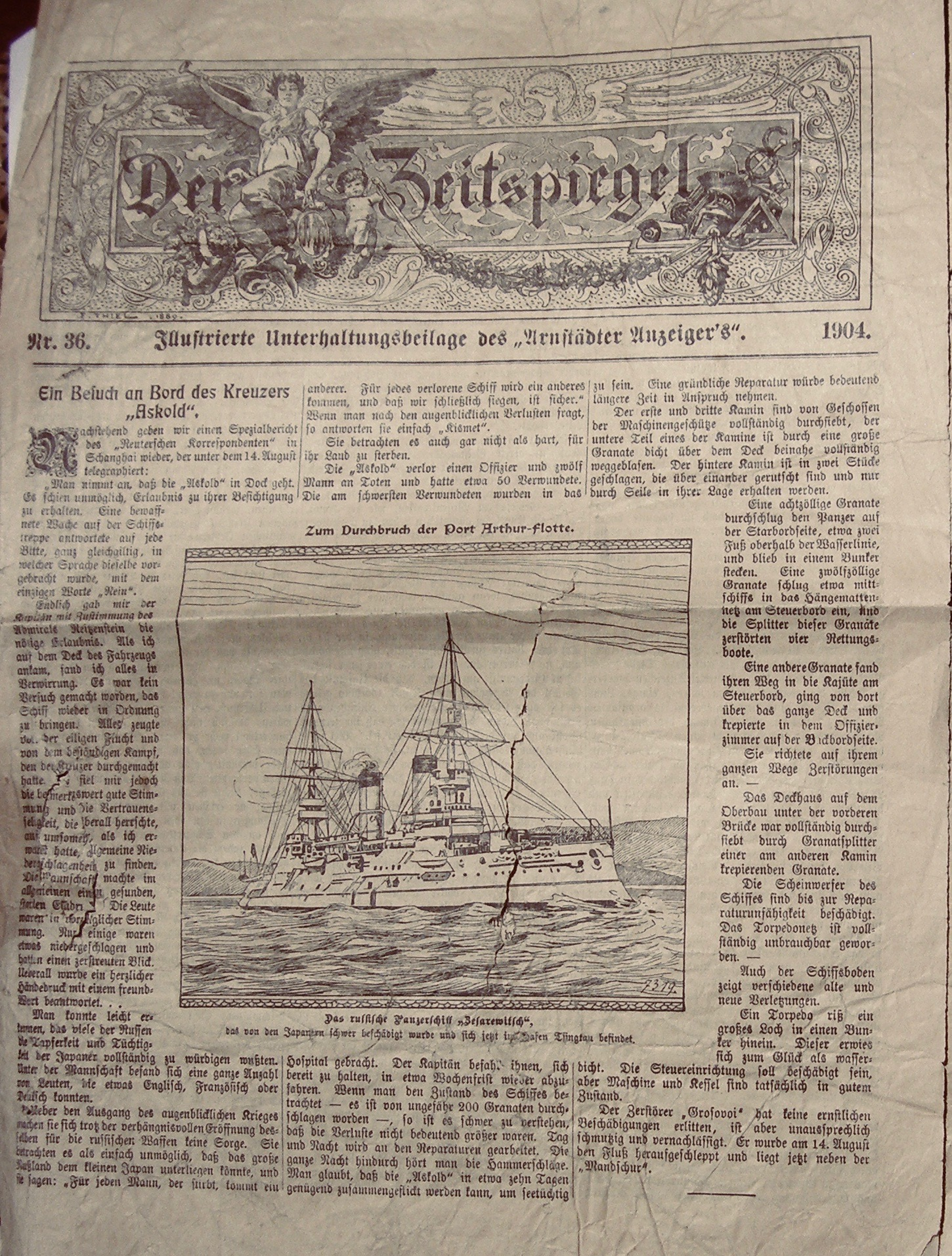
Zeitgenössischer Korrespondentenbericht über die Askold nach der Seeschlacht im Gelben Meer

Das Schiff kam als Teil der Russischen Pazifikflotte bereits 1904 im Russisch-Japanischen Krieg zum Einsatz. Sie nahm dort zuerst mit passablem Erfolg an der Seeschlacht vor Port Arthur teil und spielte ihren Vorteil bei der Geschwindigkeit aus. Den angreifenden japanischen Schiffen setzte sie heftigen Widerstand entgegen, wurde dabei jedoch beschädigt. Die weiteren russischen Kreuzer Bajan, Diana und Nowik erlitten bei diesem Gefecht ebenfalls Schäden. Nach der Seeschlacht im Gelben Meer, wo sie das Flaggschiff des die Kreuzer befehligenden Konteradmirals Reitzenstein war, lief sie wegen ihrer mittlerweile schweren Schäden den neutralen Hafen von Shanghai an und wurde daraufhin von China bis zum Friedensschluss mit Japan interniert.

### Sibirische Flottille

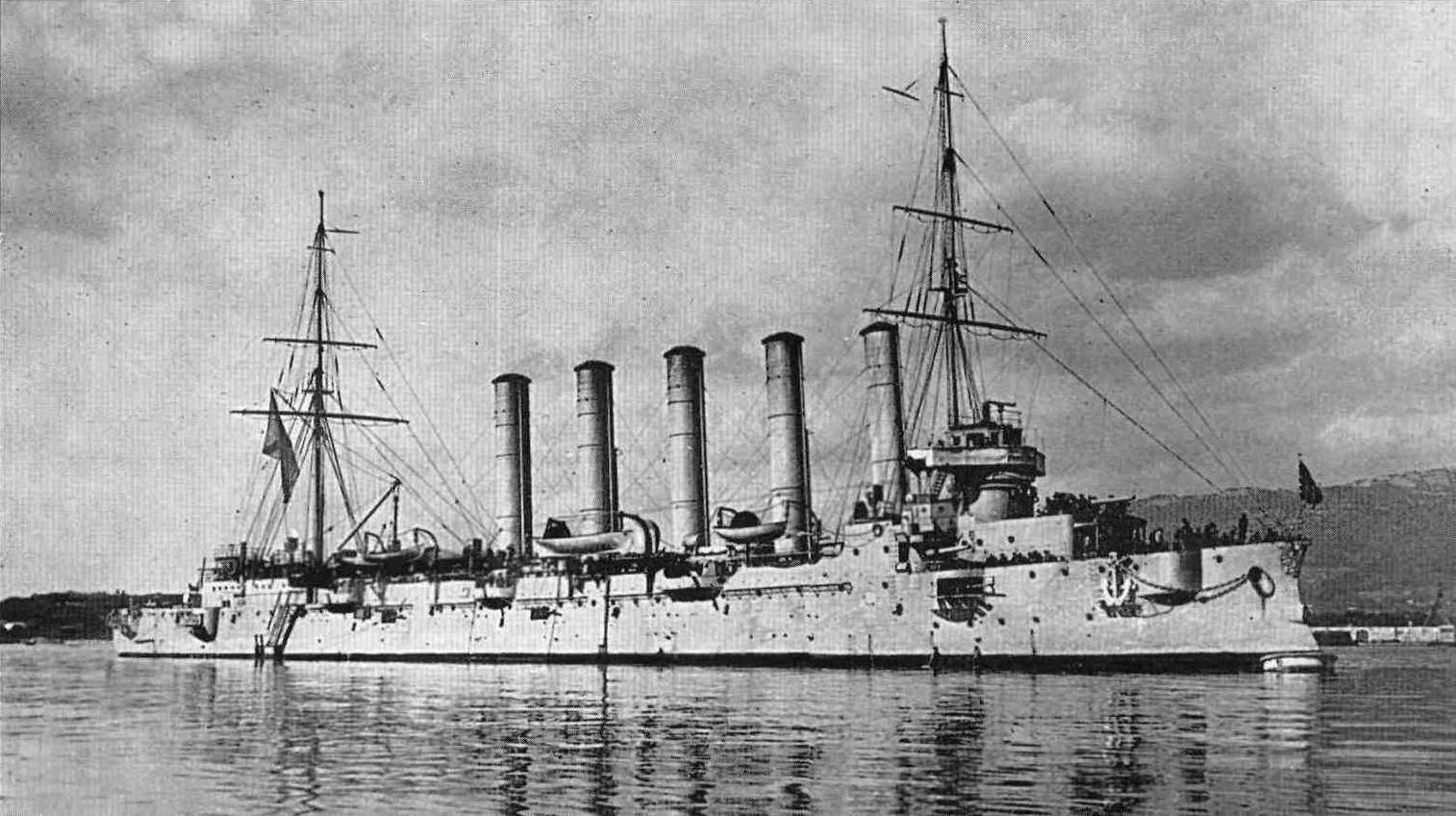
Die Askold, Flaggschiff der Sibirischen Flottille

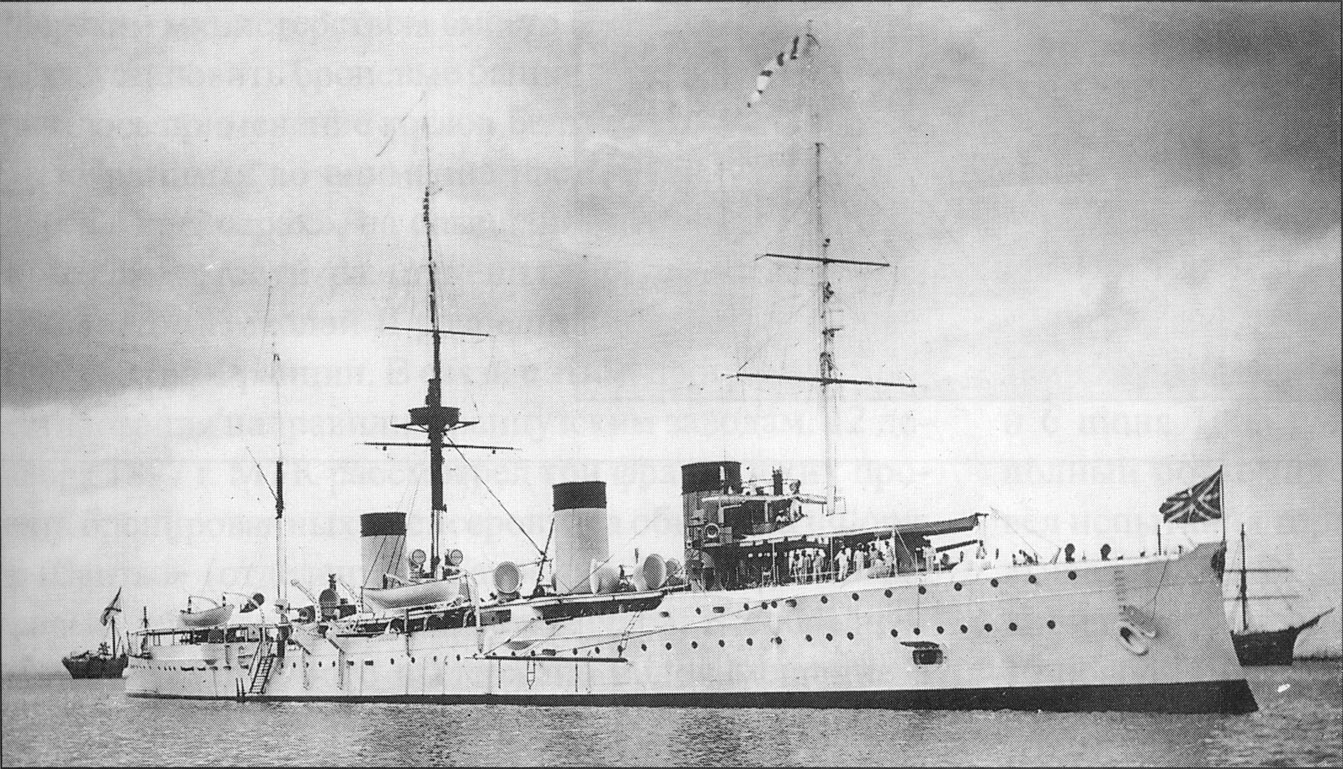
Die Schemtschug, Sibirische Flottille

Am 11. Oktober 1905 wurde auf der Askold in Shanghai wieder die russische Fahne gesetzt, und am 1. November lief der Kreuzer nach Wladiwostok aus. Alle überlebenden Schiffe wurden in Wladiwostok repariert und neu ausgerüstet. Die Askold verbrachte die meiste Zeit in der Werft oder im Trockendock. Am 1. Februar 1907 war sie genügend wiederhergestellt, um eine längere Ausbildungsreise durchzuführen. Über Shanghai lief sie nach Saigon, wo sie am 15. März auf Grund lief. Sie konnte die Reise jedoch fortsetzen und besuchte noch Hongkong, Amoy, Shanghai und Tsingtau und traf am 30. April wieder in Wladiwostok ein. 1908 war das Schiff kaum aktiv, und die ausgeschossenen 15,2-cm-Geschütze wurden ausgetauscht. Die überlebenden Schiffe des Pazifischen Geschwaders (und des Russisch-Japanischen Krieges) waren nach und nach wieder zur Baltischen Flotte in die Ostsee zurückgekehrt, wie das Linienschiff Zessarewitsch, die Panzerkreuzer Rossija und Gromoboi sowie die Kreuzer Oleg, Bogatyr, Aurora, Diana und Almas. Zurück blieb als größtes russisches Schiff die Askold, die Flaggschiff der jetzt „Sibirische Flottille“ genannten russischen Fernost-Seestreitkräfte wurde. Daneben blieb nur noch der Kreuzer Schemtschug als größeres Schiff beim Verband.
Trotz geringer Nutzung in den Jahren von 1908 bis 1910 wurde der Zustand der Askold  immer schlechter. Ab dem 1. Januar 1911 erfolgte eine umfassende Überholung des Schiffes. Die Kesselrohre wurden erneuert und neue Schornsteine installiert und alle Maschine überholt. Bei ersten Tests im September 1912 wurden nur 17,46 Knoten erreicht. Es folgten weitere Arbeiten am Unterwasserschiff. Auch die verwendete chinesische Suchan-Kohle behinderte die Leistung. Nach Abschluss aller Arbeiten erreichte die Askold Ende 1912 eine Geschwindigkeit von 20,11 Knoten. Ab dem 1. November 1913 führte die Askold eine viermonatige Ausbildungsreise durch. Von Wladiwostok lief sie über Genzan, Hongkong, Saigon, Padang, Batavia, Surabaya und Manila wieder nach Wladiwostok. Sie legte 10.711 Meilen zurück, allerdings gab es schon auf der ersten Etappe Probleme mit der Mittelmaschine, die daraufhin abgestellt wurde. Insgesamt legte die Askold  1913 in 1.686 Betriebsstunden 17.226 Meilen zurück. Nach der Kollision mit einem Minenleger war eine umfassende Überholung für den Herbst 1914 geplant. Die Ereignisse im fernen Europa ließen dies nicht mehr zu.

### Erster Weltkrieg
Am 12. August 1914 liefen der Kreuzer Askold, die  Schemtschug und der Dampfer Poltawa der Freiwilligen Flotte aus Wladiwostok aus, um die Alliierten gegen die deutschen Kreuzer im Pazifik zu unterstützen. In Hongkong übernahm die Askold zusätzlich Kohle und unterstützte die Suche nach Versorgungsschiffen des deutschen Kreuzergeschwaders des Admirals von Spee im Gebiet östlich der Philippinen, traf nur auf einen amerikanischen Dampfer. Der Kreuzer kehrte nach Hongkong zurück und wurde dann nach Singapur geschickt, um Transporte mit Truppen und militärischem Nachschub zu sichern. Im September und November kreuzte die Askold mehrmals mit Geleiten den Indischen Ozean.

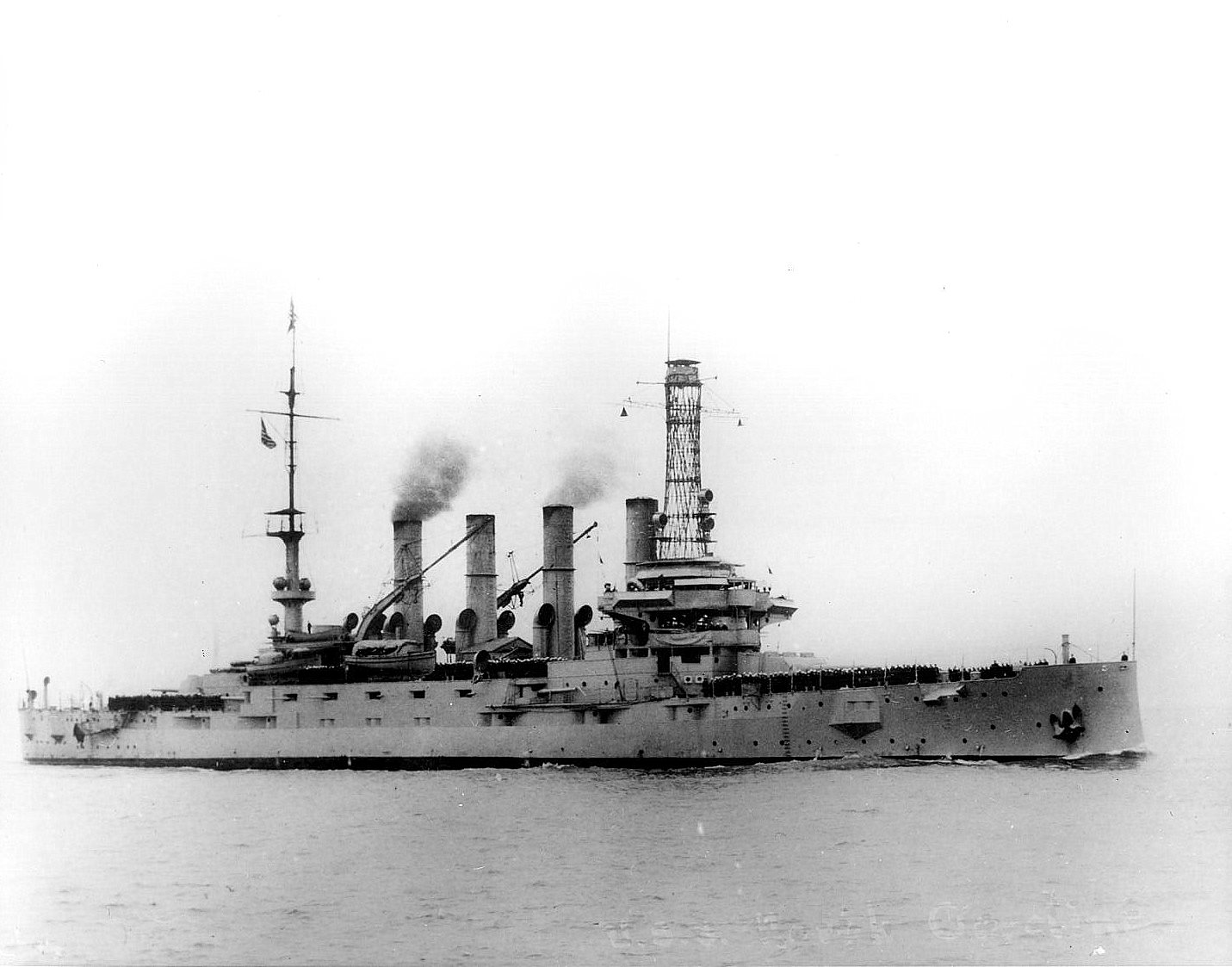
Die North Carolina

Sie wurde dann in das Mittelmeer für Operationen vor den Küsten von Syrien und Palästina verlegt, um feindliche Schiffe zu zerstören und Angriffe auf Küstensiedlungen mit militärischer Bedeutung durchzuführen. Der erste Einsatz erfolgte am 1. Dezember 1914 vor Haifa, wo ein deutscher Dampfer aufgebracht wurde. Ähnliche Einsätze erfolgten vor Beirut, wo sie mit dem amerikanischen Panzerkreuzer North Carolina und dem italienischen Kreuzer Calabria zusammentraf. Neben der Kontrolle des Küstenverkehrs wurden auch militärische Ziele angegriffen, wie Angriffe auf küstennahe Eisenbahnlinien und Brücken.
Im Rahmen eines französischen Geschwaders unterstützte die Askold auch die Landungen auf den Dardanellen im Abschnitt Kum Kale am 12. April 1915, wo ihre Boote Truppen an Land brachten und sie auch aktiv Artillerieunterstützung leistete. Im Mai unterstützte sie auch im Bereich vor der bulgarischen Küste, um dann Toulon für kleinere Reparaturen anzulaufen, ehe sie wieder ins östliche Mittelmeer zurückkehrte. Sie wurde vor der griechischen und der bulgarischen Küste eingesetzt.
Im Januar 1916 verlegte der Kreuzer von Thessaloniki nach Toulon. Nach Klärung der Bezahlung begann dort eine totale Überholung des Kreuzers. Die Maschinen wurden gründlich überholt, und französische Modelle ersetzen die ausgeschossenen 15,2-cm-Geschütze und 7,5-cm-Kanonen. Auch erhielt die Askold Flugabwehrwaffen: Auf den Brückennocken wurden zwei 5,7-cm- und zwei britische 4,7-cm-Geschütze installiert. Die Reparaturen verzögerten sich allerdings durch den Mangel an qualifizierten Arbeitskräften und an Materialien. Auch verstärkten sich die Spannungen an Bord, da die Besatzung auf dem im Umbau befindlichen Schiff leben musste, während die Offiziere nach Paris reisten oder die nahen Ferienorte aufsuchten. Am 19. August gab es eine Explosion in einem Magazin, und erhebliche Teile der Besatzung wurden festgenommen. Vier Matrosen wurden zum Tode verurteilt. Im November begannen die Probefahrten des überholten Kreuzers. Der Kreuzer erreichte im Dezember 21 Knoten, wobei 19 Knoten eine realistische Höchstgeschwindigkeit war. Noch während der Tests wurde die Askold am 5. Dezember den Marineeinheiten in der Barentssee zugeordnet, und sie verließ am 27. Dezember Toulon Richtung England über Gibraltar. Bei schlechtem Wetter erlitt sie im Atlantik einige Sturmschäden und erreichte Plymouth am 20. Januar 1917 mit nur noch 70 Tonnen Kohle. In der Marinewerft Devonport wurden die Sturmschäden der Askold beseitigt. Die Askold schloss sich im Februar der provisorischen Regierung an. Am 23. Mai verlegte sie zu weiteren Tests nach Greenock.
Am 4. Juni verließ die Askold die schottischen Gewässer und erreichte am 17. Juni die Kola-Bucht und ankerte in Murmansk. Um dort die Ufereinrichtungen zu schützen, gab sie alle zehn 7,5-cm-Kanonen und die beiden 4,7-cm-Flugabwehrgeschütze an Land. Nach dem Waffenstillstand mit Deutschland im Dezember 1917 begann eine teilweise Demobilisierung der Flotte. Am 5. Februar 1918 wurde die Askold außer Dienst gestellt. Eine langfristige Einlagerung sollte in Archangelsk erfolgen. Jedoch besetzten am 14. Juli 1918 britische, US-amerikanische und französische Matrosen das Schiff. Da nur wenige russische Matrosen mit den Alliierten weiterkämpfen wollten, erfolgte am 3. August 1918 die Übernahme durch die Briten als Glory IV. Sie wurde einige Zeit als schwimmende Kaserne für die Slavo-British Allied Legion verwendet. Als die Briten Murmansk evakuierten, lief auch die Askold zurück nach Schottland.

## In britischen Diensten
Die Glory IV wurde nach Gareloch in Schottland überführt. Das Schiff erwies sich für die Briten jedoch entgegen allen Erwartungen von eher geringem Nutzen und wurde daher nach wenigen Fahrten in der Folgezeit fast nur noch als Depotschiff genutzt. Eine Abgabe an die „Weißen Garden“ war vereinbart, wurde jedoch nicht umgesetzt.
Im Jahre 1921 bot die britische Regierung der neu entstandenen Sowjetunion als Rechtsnachfolger des zaristischen Russlands die Rückgabe der Askold gegen Zahlung der Überführungskosten an. Allerdings lehnte diese das Angebot ab, nachdem eine sowjetische Kommission die Askold besichtigt und diese in einem eher schlechten Zustand vorgefunden hatte. Die Royal Navy musterte das Schiff daraufhin noch im selben Jahr aus und bot es zum Verkauf an. Da sich keine Interessenten mehr dafür fanden, wurde es zum Abbruch nach Deutschland abgegeben. Die Askold wurde daraufhin 1922 in Hamburg verschrottet.

## Bilder

Geschützter Kreuzer Askold (1904)
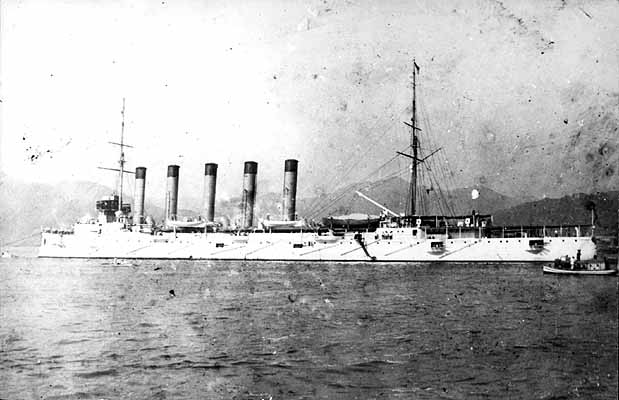
Askold von achtern (1904)
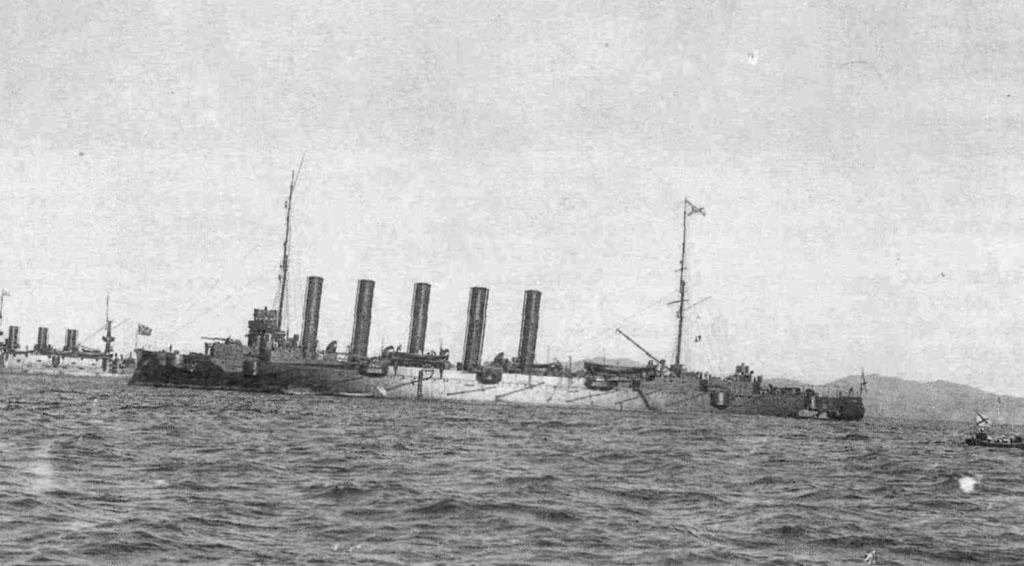
Askold in Port Arthur (1904)
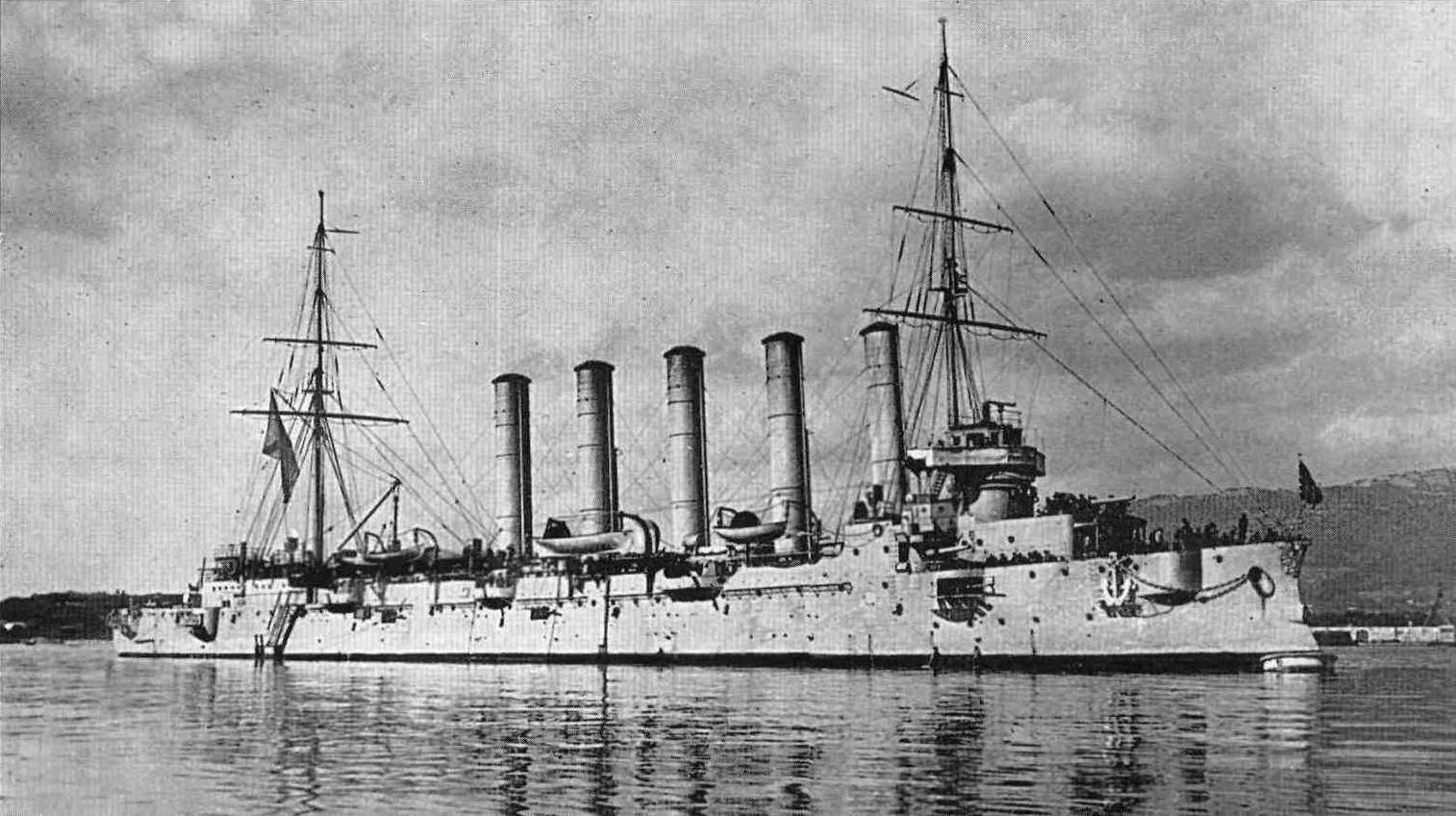
Askold im Ersten Weltkrieg